# Требино (община Брод)
 Тази статия е за селото в Северна Македония.  За селото в Гърция вижте Требино (дем Еордея).  
Требино (на македонска литературна норма: Требино) е село в Северна Македония, в община Брод (Македонски Брод).

## География
Намира се в областта Поречие в източните склонове на планината Песяк.

## История
Църквата „Свети Димитър“ е изградена и изписана в 1644 година.
В XIX век Требино е село в Поречка нахия на Кичевска каза на Османската империя. В „Етнография на вилаетите Адрианопол, Монастир и Салоника“, издадена в Константинопол в 1878 година и отразяваща статистиката на населението от 1873 година Требино (Trébino) е посочено като село със 17 домакинства с 40 жители българи.
Според статистиката на Васил Кънчов („Македония. Етнография и статистика“) от 1900 година селото е населявано от 65 жители българи мохамедани.
На Етнографската карта на Битолския вилает на Картографския институт в София от 1901 година Требино е чисто помашко (българско мохамеданско) село в Кичевската каза на Битолския санджак с 10 къщи.
Според секретаря на Българската екзархия Димитър Мишев („La Macédoine et sa Population Chrétienne“) в 1905 година в Требине има и християни – 16 българи патриаршисти сърбомани.
След Междусъюзническата война в 1913 година селото попада в Сърбия.
На етническата си карта на Северозападна Македония в 1929 година Афанасий Селишчев отбелязва Требино като българско село.
Според преброяването от 2002 година Требино има 198 жители македонци.